# 로프 비츠허
로버르트 "로프" 비츠허(네덜란드어: Robert "Rob" Witschge, 노르트-홀란트 주 암스테르담 ~)는 네덜란드의 전직 프로 축구 선수로, 현역 시절 미드필더로 활약했다.
그는 14년 동안 현역 선수로 활약하며 대게 페예노르트에서 활약했지만, 아약스에서 성인 무대 신고식을 치렀고, 에레디비시에서 총 281번의 경기에 출전해 39골을 기록했다.
비츠허는 네덜란드 국가대표팀 일원으로 유로 1992와 1994년 월드컵에 참가했다.

## 클럽 경력
노르트-홀란트 주 암스테르담 출신인 비츠허는 인근 아약스에서 축구를 시작했고, 20세의 나이에 붙박이 주전으로 도약하여 1986-87 시즌 유러피언 컵위너스컵 우승의 주역이 되었다. 그는 처음 3년 동안 동생 리하르트와 함께 한배를 탔다.
비츠허는 1989년 7월에 프랑스의 생-테티엔으로 건너갔지만, 적응에 실패해 1991년 1월에 페예노르트로 이적하면서 네덜란드 무대에 복귀했다. 그는 로테르담 연고 구단의 3차례 KNVB 베커르, 1차례 쉬페르퀴프, 그리고 1992-93 시즌 에레디비시 우승에 일조했다.
13경기에 출전해 무득점에 그쳤던 페예노르트에서의 마지막 해가 지나고 1주일 후, 30세의 비츠허는 위트레흐트로 이적한 뒤 1999년에 사우디아라비아의 알-이티하드에서 1년을 보내고 은퇴했다. 2001년, 비츠허는 감독일을 시작해 2004년에 마르코 판 바스턴과 욘 판 어트 스히프를 보좌할 기술진으로 네덜란드 국가대표팀에서 근무했다. 그는 아약스에서 판 바스턴과 판 어트 스히프와 수석 코치로서 재회했다.

## 국가대표팀 경력
비츠허는 1989년 1월 4일에 2-0으로 이긴 이스라엘과의 원정 친선경기에서 첫 네덜란드 국가대표팀 경기를 치렀고, 이후 총 30번의 국가대표팀 경기에 출전(3골 기록)했고, 자국을 대표로 유로 1992와 1994년 월드컵에 참가했다.

## 사생활
비츠허의 남동생 리하르트도 전 축구 선수로, 현역 시절에 미드필더로 활약했다.